# Karl L. Veit
Karl L. Veit (* 29. Juli 1907; † 16. Januar 2001) war ein deutscher Kunstmaler, Verleger, Autor, Herausgeber und Ufologe. 1956 gründete er mit der Deutschen UFO/IFO-Studiengesellschaft e.V. (DUIST) die bis in die 1970er Jahre hinein führende deutsche UFO-Organisation.

## Leben
Veit studierte in Mainz und Frankfurt am Main Architektur, Malerei und Grafik. Im Zweiten Weltkrieg geriet er in sowjetische Kriegsgefangenschaft.
Nach der Entlassung aus der Kriegsgefangenschaft und Rückkehr nach Deutschland gründete er zusammen mit seiner Ehefrau Anny Veit (* ?, † 12. August 2000) in Anlehnung an die Lehren Jakob Lorbers und dessen Vorstellungen von einem Urchristentum Anfang der 1950er Jahre in Wiesbaden die „Urgemeinde“ mit dem angeschlossenen Urgemeinde-Verlag. 1956 gründete er ebenfalls in Wiesbaden die Deutsche UFO-Studiengemeinschaft, die Anfang der 1960er Jahre in Deutsche UFO/IFO Studiengesellschaft e.V. (DUIST) umbenannt wurde. Veit blieb ihr Präsident bis zu seinem Tod 2001.

### Tätigkeit als Ufologe
Nach eigenen Angaben war Veit 1950 durch eine Anzeige für Frank Scullys Buch Behind the Flying Saucers auf das UFO-Phänomen aufmerksam geworden. Seit 1955 beobachteten Veit seine Ehefrau Anny Veit mehrmals fliegende Objekte, u. a. bei einem Besuch Veits in Los Angeles.
Von 1957 bis 1961 hielt Veit Lichtbildvorträge in der Bundesrepublik, Berlin, Österreich, der Schweiz und Schweden. Einem UFO-Forscher aus der Volksrepublik Polen wurde umfangreiches Studienmaterial zur Verfügung gestellt. Auch die sowjetische Akademie der Wissenschaften bekundete 1961 angeblich ihr Interesse und ersuchte Veit um die Übersendung des von ihm herausgegebenen Mitteilungsblatts UFO-Nachrichten.
Die DUIST schloss sich später an das 1966 gegründete US-amerikanische Intercontinental UFO Research and Analytic Network (ICUFON) Colman Von Keviczkys (1909–1998) an. Parallel zur Vereinsgründung gründete Veit den in Wiesbaden-Schierstein ansässigen Ventla-Verlag, in dem sowohl in- als auch ausländische UFO-Literatur, insbesondere aus den USA und dem Vereinigten Königreich in Übersetzung publiziert wurden. Ventla ist nach Veit die Bezeichnung von so genannten Planetariern für ihre Raumschiffe. Im Ventla-Verlag wurden u. a. folgende Werke zur Ufologie publiziert:
- Desmond Leslie/George Adamski: Fliegende Untertassen sind gelandet,
- Frank Edwards: Fliegende Untertassen – eine Realität,
- Frank E. Stranges: Mein außerirdischer Freund. Begegnung mit einem Venuspiloten im Pentagon.
- Ashtar (Ashtar Sheran): In kommenden Tagen
- Truman Betherum (1898–1969): An Bord einer Untertasse
- Orfeo Angelucci (1912–1993): Geheimnis der Untertassen.[6]

Nach dem Ende des von der DUIST in Wiesbaden ausgerichteten 4. UFO-Kongresses erstattete der Kriminalrat Herbert Schäfer am 28. Oktober 1960 bei der Staatsanwaltschaft Wiesbaden gegen Veit Strafanzeige wegen Betrugs. Nach Schäfer handelte es sich bei den Aktivitäten Veits um eine Form der Okkultkriminalität, die einen modernen Aberglauben zur persönlichen Bereicherung ausnutze. Das Verfahren wurde im Januar 1963 endgültig eingestellt.
Am 6. November 1967 trat Veit in der ZDF-Dokumentation Invasion aus dem Kosmos auf, die von dem ZDF-Wissenschaftsredakteur Peter G. Westphal moderiert wurde. Die Dokumentation entstand aus Anlass des 7. Internationalen Weltkongresses der UFO-Forscher, der von der DUIST vom 3. bis zum 6. November 1967 in Mainz ausgerichtet wurde und auf dem neben dem DUIST-Ehrenmitglied Hermann Oberth auch Erich von Däniken und der US-amerikanische Ufologe Dr. Frank E. Stranges referierten. Veit und seine Anhänger wurden in der Sendung von dem Diplom-Psychologen Jänicke praktisch als Psychopathen charakterisiert, woraufhin DUIST-Mitglieder schriftlich beim Sender protestierten.
Der Kongress wurde von Rainer Erler für seinen Fernsehfilm Die Delegation (ZDF 1970) nachinszeniert, wobei Oberth und Veit zusammen mit anderen DUIST-Mitgliedern vor der Kamera auftraten. Veits Filmtext wurde von Erler im Buch zum Film reproduziert:
Die Deutsche UFO-IFO-Studiengesellschaft dient der Allgemeinheit durch Beobachten, Fotografieren, Berichterstattung, Erforschung und Auswertung von realen Landungen und telepathischen, technisch erwiesenen, radio- oder radarmäßig sowie menschlich direkte Annäherung und Freundschaftsbekundungen von Bewohnern anderer Planeten. Sie steht auf dem Boden christlich-geistiger Gotteserkenntnis, des Glaubens an die Wiederkunft Christi und dient dem Weltfrieden und der Völkerverständigung.
Soweit bekannt, richteten Veit bzw. die DUIST 1975 in Wiesbaden ihren 11. und letzten Internationalen Kongress der UFO-Forscher aus. Danach trat Veit kaum noch in Erscheinung. Aufgrund einer Erkrankung Veits stellte die DUIST 1988 offenbar ihre Tätigkeit endgültig ein. Veit verstarb am 16. Januar 2001.